# Turgy
Turgy ist eine französische Gemeinde mit 44 Einwohnern (Stand 1. Januar 2022) im Département Aube in der Region Grand Est; sie gehört zum Arrondissement Troyes und zum Kanton Les Riceys.

## Lage
Das Gemeindegebiet wird vom Flüsschen Landion durchquert.

## Bevölkerungsentwicklung
| Jahr      | 1962 | 1968 | 1975 | 1982 | 1990 | 1999 | 2007 | 2016 |
| Einwohner | 71   | 61   | 52   | 46   | 32   | 40   | 40   | 45   |

## Sehenswürdigkeiten
- Schloss Turgy (16./17. Jahrhundert)